# Ebert
Ebert ist ein deutscher Familienname.

## Namensträger

### A
- Achim Ebert (1940–2024), deutscher Sozialarbeiter
- Adolf Ebert (1820–1890), deutscher Philologe
- Albert Ebert (Politiker) (1874–1935), deutscher Politiker (SPD, USPD, KPD)
- Albert Ebert (Maler) (1906–1976), deutscher Maler und Grafiker
- Albert Ethelbert Ebert (1840–1906), US-amerikanischer Pharmazeut
- Alex Ebert (* 1978), US-amerikanischer Musiker, Sänger und Komponist
- Alexander Ebert (Journalist) (* um 1960), deutscher Journalist
- Alfred Ebert (Manager) (1912–nach 1971), deutscher Industriemanager
- Alfred Ebert (Geistlicher) (1931–2002), deutscher Geistlicher
- Alfred Leopold Ebert (1878–??), deutscher Musikwissenschaftler
- Amélie Ebert (* 1994), deutsche Synchronschwimmerin
- Andreas Ebert (Theologe) (1952–2022), deutscher Theologe, Autor und Liedtexter
- Andreas Ebert (Ruderer), deutscher Ruderer
- Andreas Ebert (Unternehmer) (* 1980), deutscher Unternehmer und Autor
- Andreas D. Ebert (* 1963), deutscher Frauenarzt und Historiker
- Andreas Wolfgang Ebert (* 1954), deutscher Schlagersänger, siehe Chris Wolff
- Anna Ebert (1889–1947), deutsche Politikerin
- Anton Ebert (1845–1896), österreichischer Maler
- Arno Ebert (1899–1955), deutscher Schauspieler und Hörspielsprecher
- Arnold Ebert (1921–1989), deutscher Jurist und Verwaltungsbeamter
- Artur Ebert (1891–1978), deutscher Geologe
- August Ebert (1902–nach 1956), deutscher Pfarrer, Theologe und Schriftsteller
- August Wilhelm Ebert (1815–1888), evangelischer Geistlicher, Konsistorialrat und Superintendent

### B
- Benjamin L. Ebert (* 1970), US-amerikanischer Hämatologe
- Bernd Ebert (* 1972), deutscher Kunsthistoriker und Kurator
- Bernhard Ebert (1882–1958), deutscher Jurist und Vorsitzender des Lippischen Bundes Heimatschutz
- Burkhard Ebert (* 1942), deutscher Radrennfahrer

### C
- Carl Ebert (Maler) (1821–1885), deutscher Maler
- Carl Ebert (Schauspieler) (1887–1980), deutscher Schauspieler, Regisseur und Intendant
- Carl Ebert (Hockeyspieler) (1889–1974), deutscher Hockeyspieler
- Carl Ebert (Sänger) (Carl Ebert-Beyer; um 1900–nach 1944), deutscher Opernsänger (Bassbariton)
- Carl Joseph Ebert (1835–1926), deutscher Pathologe und Hochschullehrer, siehe Karl Joseph Eberth
- Christa Ebert (* 1947), deutsche Philologin, Literaturwissenschaftlerin und Hochschullehrerin
- Christian Ebert (Kaufmann), 18. Jh., Mitglied der reformierten Evangelischen Gemeinde in Warschau
- Christian Ebert (Filmeditor) (* 1956), deutscher Filmeditor
- Christian Ebert (Schauspieler) (* 1968), deutscher Schauspieler
- Christian Ebert (Künstler) (* 1971), deutscher Künstler
- Christian Ebert (Bobfahrer) (* 1993), deutscher Bobsportler
- Christof Ebert (* 1964), deutscher Informatiker
- Christoph Ebert (* 1966), deutscher Jurist, Richter und Oberstaatsanwalt
- Clara Ebert-Stockinger (* 1863), deutsche Buchautorin
- Constantin Ebert (* 1996), deutscher Basketballspieler
- Cordula Ebert (1878–1905), deutsche Missionsbenediktinerin und Märtyrin

### D
- David Ebert (Schauspieler), US-amerikanischer Schauspieler
- David A. Ebert (* 1958), US-amerikanischer Ichthyologe
- David Daniel Ebert (* 1979), deutscher Psychologe und Hochschullehrer
- Diana Ebert (* 1986), deutsche Schauspielerin und Synchronsprecherin
- Dieter Ebert (* 1961), deutscher Biologe
- Dietrich Ebert (* 1948), deutscher Illustrator und Grafikdesigner
- Doris Ebert (1928–2021), deutsche Heimatforscherin

### E
- Eduard Ebert-Buchheim (1855–1912), deutscher Pianist und Musiklehrer
- Eike Ebert (* 1940), deutscher Politiker (SPD)
- Elisabeth Ebert (* 1928), deutsche Sängerin (Sopran)
- Erich Ebert (Politiker) (1919–2001), österreichischer Politiker, Wiener Landtagsabgeordneter
- Erich Ebert (Schauspieler) (1922–2000), deutscher Schauspieler und Synchronsprecher
- Ernst Ebert (Drucker) (1819–1893), deutscher Buchdrucker und Druckereibesitzer
- Ernst Ebert (Maler) (1915–1999), deutscher Maler und Grafiker
- Ernst Ebert (Ingenieur) (* 1940), deutscher Ingenieur und Unternehmensgründer
- Erwin Ebert (1922–1992?), deutscher Fußballspieler
- Eugen Ebert (1853/1854–1927), deutscher Jurist, Richter und Fachautor

### F
- Ferdinand Ebert (1907–1982), deutscher katholischer Geistlicher und Kirchenhistoriker
- Ferry Ebert (* 1934), österreichischer Unternehmer
- Frank Ebert (* 1970), DDR-Oppositioneller und Mitbegründer des Archivs der DDR-Opposition
- Franz Ebert (Sänger) (um 1870–nach 1902), deutscher Sänger (Bass)
- Franz Ebert (Politiker) (1940–2015), deutscher Politiker (CDU)
- Friedrich Ebert (Architekt) (1850–1914), deutscher Architekt und Bauunternehmer
- Friedrich Ebert (1871–1925), deutscher Politiker (SPD), Reichspräsident 1919 bis 1925
- Friedrich Ebert (Historiker) (1882–1971), deutscher Gymnasiallehrer, Archäologe und Heimatforscher
- Friedrich Ebert junior (1894–1979), deutscher Politiker (SPD, SED), Oberbürgermeister von Ost-Berlin
- Friedrich Ebert (Komponist) (1922–2004), deutscher Komponist
- Friedrich Adolf Ebert (1791–1834), deutscher Bibliothekar und Bibliograph
- Friedrich Nikolaus Ebert (* um 1966), österreichischer Politiker (ÖVP)
- Fritz Ebert (Physiker) (1896–nach 1943), deutscher Physiker und Hochschullehrer
- Fritz Ebert (Verfahrenstechniker) (* 1938), deutscher Ingenieur, Verfahrenstechniker und Hochschullehrer

### G
- Gabriel Ebert, US-amerikanischer Musicaldarsteller und Schauspieler
- Georg Ebert († 1582), deutscher Orgelbauer, siehe Jörg Ebert
- Georg von Ebert (1885–1956), deutscher Ökonom und Hochschullehrer
- Georg Ebert (Politiker) (1885–1971), deutscher Gewerkschafter und Politiker (SPD), MdL Kassel
- Georg Ebert (Parteifunktionär) (1898–nach 1941), deutscher Parteifunktionär (NSDAP)
- Georg Ebert (Mediziner) (1920–1993/1994), deutscher Chirurg und Hochschullehrer
- Georg Ebert (Pianist) (1928–2013), österreichischer Pianist und Musikpädagoge
- Georg Ebert (Ökonom) (1931–2020), deutscher Ökonom und Politiker (SED, PDS)
- Gerhard Ebert (Fußballspieler) (1922–2012), deutscher Fußballspieler
- Gerhard Ebert (* 1930), deutscher Journalist, Theaterwissenschaftler und Theaterkritiker
- Gotthard Ebert (1912–1980), deutscher Synchronsprecher
- Gunda Ebert (* 1969), deutsche Schauspielerin
- Günter Ebert (Autor) (1925–2006), deutscher Schriftsteller, Journalist und Literaturkritiker
- Günter Ebert (Entomologe) (* 1935), deutscher Entomologe
- Günter Ebert (MfS-Mitarbeiter) (* 1937), deutscher Oberst im Ministerium für Staatssicherheit (MfS) der DDR
- Günther Ebert (1940–1989), deutscher Schauspieler, Regisseur und Autor
- Gustav Ebert (1886–1968), deutscher Politiker (SPD)
- Gustav Robert Ebert (1835–1911), deutscher Lehrer und Naturwissenschaftler

### H
- Hanns Peter Ebert (* 1966), deutscher Heimatforscher
- Hans Ebert (Architekt) (1872–1940), deutscher Architekt
- Hans Ebert (Schauspieler) (1873–1942), deutscher Schauspieler
- Hans Ebert (Komponist) (1889–1952), deutscher Komponist, Kapellmeister und Filmkomponist
- Hans Ebert (Politiker) (1889–1967), deutscher Jurist und Politiker
- Hans Ebert (Kunsthistoriker) (1919–1988), deutscher Kunsthistoriker und Museologe
- Hans-Georg Ebert (* 1953), deutscher Rechts- und Islamwissenschaftler
- Harald Ebert (* 1958), deutscher Sonderpädagoge
- Heinrich Ebert (Beamter) (1894–nach 1970), deutscher Ministerialbeamter und Versicherungsmanager
- Heinrich Ebert (Blumenzüchter) (1916–2005), deutscher Päonienzüchter
- Heinrich Ebert (Physiker) (1931–2014), deutscher Physiker
- Heinz Ebert (Geologe) (1907–1983), deutscher Geologe
- Heinz Ebert (Fechter), deutscher Fechter
- Helmut Ebert (Künstler) (1932–2018), deutscher Maler und Autor
- Helmut Ebert (Unternehmer) (1937–2005), deutscher Unternehmer
- Helmut Ebert (Sprachwissenschaftler) (* 1958), deutscher Linguist, Kommunikationswissenschaftler und Hochschullehrer
- Henrietta Ebert (* 1954), deutsche Ruderin
- Hermann Ebert (Physiker, 1861) (1861–1913), deutscher Physiker
- Hermann Ebert (Fabrikant) (1880–1943), deutscher Fabrikant
- Hermann Ebert (Physiker, 1896) (1896–1983), deutscher Physiker
- Hildtrud Ebert (* 1950), deutsche Kunsthistorikerin
- Horst Ebert (Fußballspieler, 1929) (Vatti; 1929–2015), deutscher Fußballspieler
- Horst Ebert (Fußballspieler, 1930) (1930–2008), deutscher Fußballspieler
- Horst Ebert (Musiker) (1943–2014), deutscher Musiker
- Hubert Ebert (* vor 1964), deutscher Chemiker und Hochschullehrer

### I
- Ina Ebert (* 1964), deutsche Juristin, Rechtshistorikerin und Hochschullehrerin

### J
- Jakob Ebert (1549–1614), deutscher Theologe und Dichter
- Jakob R. Ebert (* 1982), deutscher Kameramann
- James D. Ebert (1921–2001), US-amerikanischer Biologe
- Joachim Ebert (1930–1999), deutscher Altphilologe
- Johann Ebert (Politiker) (1786–1865), deutscher Landwirt und Politiker
- Johann Ebert (Wirtschaftswissenschaftler) (* 1962), deutscher Wirtschaftswissenschaftler und Manager
- Johann Arnold Ebert (1723–1795), deutscher Schriftsteller und Übersetzer
- Johann Jacob Ebert (1737–1805), deutscher Mathematiker, Dichter, Astronom, Journalist und Autor
- Johannes Ebert (* 1963), deutscher Orientalist
- Johannes Georg Ebert (1928–2013), österreichischer Klavier- und Kammermusikprofessor und Pianist des Ebert Trio Wien
- Johannes Louis Ebert (* 1867), sächsischer Oberst und Brigadekommandeur
- Johannes Ludwig Ebert (1894–1956), deutscher Physikochemiker und Hochschullehrer
- Jörg Ebert († 1582), deutscher Orgelbauer
- Julius Ebert (1898–1993), dänischer Athlet
- Jürgen Ebert (Informatiker) (* 1949), deutscher Informatiker und Hochschullehrer
- Jürgen Ebert (Bildhauer) (* 1954), deutscher Bildhauer
- Jürgen Ebert (Schachspieler) (* 1959), deutscher Schachspieler

### K
- Karl Ebert (Jurist) (1869–1948), deutscher Verwaltungsjurist
- Karl Ebert (Buchbinder) (1869–1949), deutscher Buchbinder und Fachschullehrer
- Karl Ebert (Politiker, 1899) (1899–1975), deutscher Politiker (SPD)
- Karl Ebert (Politiker, 1900) (1900–1950), deutscher Politiker (BCSV, CDU)
- Karl Ebert (Regisseur) (1906–1995), deutscher Schauspieler und Regisseur
- Karl Ebert (Theologe) (1916–1974), deutscher Theologe
- Karl Ebert (Fußballspieler) (* 1927), deutscher Fußballspieler
- Karl Egon Ebert (1801–1882), deutsch-böhmischer Dichter
- Karl Friedrich Ebert (1838–1889), deutscher Rittergutsbesitzer, Industrieller und Politiker, MdR
- Klaus Ebert (Fabrikant) (1924–2001), deutscher Fabrikant
- Klaus Ebert (Chemiker) (* 1928), deutscher Chemiker und Hochschullehrer
- Klaus Ebert (Entomologe) (* 1939), deutscher Insektenforscher
- Klaus Ebert (1949–2003), deutscher Maler
- Klaus Ebert (Trainer) (* 1951), deutscher Eisschnelllauftrainer
- Klaus Ebert (Journalist) (* 1953), deutscher Journalist
- Klaus Ebert (Schauspieler) (* 1968), deutscher Schauspieler
- Klaus-Dietrich Ebert (1924–2017), deutscher HNO-Arzt
- Kurt Ebert (Jurist, 1900) (1900–1969), deutscher Jurist und Hochschullehrer
- Kurt Ebert (* 1942), österreichischer Rechtswissenschaftler, Rechtshistoriker und Hochschullehrer

### L
- Leonie Ebert (* 1999), deutsche Fechterin
- Lily Ebert (1923–2024), ungarisch-britische Holocaustüberlebende
- Lisa Ebert (* 2000), deutsche Fußballspielerin
- Louis Ebert (1871–1921), deutscher Kaufmann und Fabrikgründer
- Louise Ebert (1873–1955), Ehefrau des deutschen Reichspräsidenten Friedrich Ebert
- Ludwig Ebert (1834–1908), österreichisch-deutscher Cellist
- Ludwig Ebert (1894–1956), deutscher Chemiker; siehe Johannes Ludwig Ebert

### M
- Malina Ebert (* 1978), polnische Schauspielerin
- Malte Ebert (* 1994), dänischer Popmusiker
- Manfred Ebert (MfS-Mitarbeiter) (1930–2016), deutscher Oberst im Ministerium für Staatssicherheit
- Manfred Ebert (Fußballspieler) (1935–2003), deutscher Fußballspieler
- Margot Ebert (1926–2009), deutsche Schauspielerin
- Martin Ebert (Autor) (1921–2001), deutscher Autor und Ortschronist von Bad Schlema, dort Ehrenbürger, ein Musikbrunnen wurde nach ihm benannt
- Martin Ebert (Architekt) (* 1969), deutscher Architekt
- Martin Ebert (* 1980), deutscher Koch
- Matthias Ebert (Maler) (* 1966), deutscher Maler
- Matthias Ebert (* 1968), deutscher Arzt für Innere Medizin, Gastroenterologe und Hochschullehrer
- Matthias Ebert (Journalist) (* 1981), deutscher Journalist
- Max Ebert (1879–1929), deutscher Prähistoriker
- Michael Ebert (Fotograf) (* 1959), deutscher Fotojournalist und Kurator
- Michael Ebert (Polizist) (* 1970), deutscher Polizist
- Michael Ebert (Journalist) (* 1974), deutscher Journalist und Autor
- Michael Ebert (Wirtschaftswissenschaftler), deutscher Ökonom
- Michaela Ebert (* 1997), deutsche Radsportlerin

### N
- Nik Ebert (* 1954), deutscher Karikaturist

### O
- Otto Ebert (Architekt, 1869) (1869–?), deutscher Architekt
- Otto Ebert (Architekt, 1898) (1898–nach 1939), deutscher Architekt
- Otto Erich Ebert (1880–1934), deutscher Bibliothekar

### P
- Patrick Ebert (* 1987), deutscher Fußballspieler
- Paul Ebert (1511–1569), deutscher Theologe und Reformator, siehe Paul Eber
- Paul Ebert (Geistlicher, 1776) (1776–1840), deutscher Zisterzienser
- Paul Ebert (Geistlicher, 1865) (1865–1944), deutscher Geistlicher und Verbandsfunktionär
- Paul Ebert (Marineoffizier) (1873–1939), deutscher Marineoffizier
- Paul Ebert (Mykologe) (1900–1979), deutscher Mykologe und Bryologe
- Paul Ebert (Mediziner) (Paul Allen Ebert; 1932–2009), US-amerikanischer Basketball- und Baseballspieler und Kardiologe
- Peter Ebert (Regisseur) (1918–2012), deutsch-britischer Opernregisseur und Theaterintendant
- Peter Ebert (Fußballspieler) (* 1942), deutscher Fußballspieler

### R
- Richard Ebert (Grafiker) (* 1931), deutscher Grafiker
- Richard Ebert (Musiker) (* 1986), deutscher Jazzmusiker, Saxofonist und Komponist
- Robert Ebert (Robert Peter Ebert; * 1944), US-amerikanischer Germanist und Sprachwissenschaftler
- Roger Ebert (1942–2013), amerikanischer Filmkritiker
- Rolf Ebert (1926–2013), deutscher Physiker
- Rudolf Ebert (1861–1926), deutscher Fabrikant
- Rumiana Ebert (geb. Koschucharowa; * 1945), deutsche Schriftstellerin und Übersetzerin bulgarischer Herkunft
- Ryan Ebert,  US-amerikanischer Drehbuchautor, Filmproduzent, Filmregisseur und Schauspieler

### S
- Sabine Ebert (* 1958), deutsche Journalistin und Romanautorin
- Sebastian Ebert (* 1982), deutscher Volkswirt und Hochschullehrer
- Sybille Ebert-Schifferer (* 1955), deutsche Kunsthistorikerin

### T
- Tamara Ebert (* 1936), deutsche Malerin, Zeichnerin und Grafikerin
- Theodor Ebert (Hebraist) (1589–1630), deutscher Hebraist
- Theodor Ebert (Geologe) (1857–1899), deutscher Geologe und Paläontologe
- Theodor Ebert (Politikwissenschaftler) (* 1937), deutscher Politikwissenschaftler
- Theodor Ebert (Philosoph) (* 1939), deutscher Philosoph
- Thomas Ebert (* 1973), dänischer Ruderer
- Tom Ebert (1919–2013), US-amerikanischer Jazzmusiker

### U
- Udo Ebert (* 1940), deutscher Rechtswissenschaftler und Hochschullehrer
- Udo Ebert (Volkswirt), deutscher Volkswirtschaftler
- Ulrich Ebert (1948–2005), deutscher Fußballtorwart
- Ute Ebert (* 1961), Physikerin und Hochschullehrerin
- Uwe-Jens Ebert (* 1964), deutscher Radiomoderator

### V
- Vince Ebert (* 1968), deutscher Kabarettist
- Volker Ebert (* um 1961), deutscher Hochschullehrer für Physikalische Chemie

### W
- Walter Ebert (1907–1985), deutscher Redakteur und Schriftsteller
- Walter Ebert-Grassow (um 1890–nach 1943), Schauspieler
- Werner Ebert (Pilot) (1920–2018), deutscher Pilot
- Werner Ebert (Entomologe) (1928–2015), deutscher Entomologe, Forstwissenschaftler und Hochschullehrer
- Werner Ebert (Mediziner) (1933–2014), deutscher Pathologe und Hochschullehrer
- Wilhelm Ebert (Architekt) (1867–nach 1932), deutscher Architekt
- Wilhelm Ebert (Astronom) (1871–1916), deutscher Astronom
- Wilhelm Ebert (Gartenbaufunktionär) (1886–1945?), Präsident der Deutschen Gartenbaugesellschaft und NSDAP-Mitglied
- Wilhelm Ebert (Widerstandskämpfer) (1901–1942), deutscher Widerstandskämpfer gegen den Nationalsozialismus
- Wilhelm Ebert (SS-Mitglied) (1904–1995), deutscher SS-Untersturmführer, Angehöriger des Sonderkommandos 4b
- Wilhelm Ebert (Kunstpädagoge) (1920–nach 1979), deutscher Kunsthistoriker, Kunstsammler und Hochschullehrer für Kunstpädagogik
- Wilhelm Ebert (Pädagoge) (1923–2017), deutscher Pädagoge und Verbandsfunktionär
- Wilhelm Ebert (Physiker) (1937–1991), deutscher Physiker
- Wils Ebert (1909–1979), deutscher Architekt und Stadtplaner
- Wolfgang Ebert (Satiriker) (1923–1997), deutscher Satiriker und Schriftsteller
- Wolfgang Ebert (Musiker) (Friedrich Wolfgang Ebert; 1924–2013), Cellist und Dirigent, Mitglied im Ebert Trio Wien
- Wolfgang Ebert (Regisseur) (Wolfgang M. Ebert; 1940–2014), deutscher Filmemacher, Fernsehjournalist und Autor
- Wolfgang Ebert (Schauspieler), Schauspieler
- Wolfgang-Heinrich Ebert (* 1950), deutscher Komponist